# 탄감역
탄감역(炭甘驛)은 지금의 조선민주주의인민공화국 강원도 김화군에 위치했던 금강산선의 철도역이다.

## 연혁
- 1926년 9월 15일 : 금성~탄감리 간 개통과 함께 탄감리역(炭甘里驛)으로 영업 개시[1]
- 일자 불명[2] : 탄감역으로 개칭
- 1950년 : 한국 전쟁으로 폐지